# Serafino Sprovieri
Serafino Sprovieri (* 13. Mai 1930 in San Pietro in Guarano, Kalabrien; † 3. Januar 2018 in Cosenza, Kalabrien) war ein italienischer Geistlicher und römisch-katholischer Erzbischof von Benevent.

## Leben
Serafino Sprovieri studierte Philosophie und Theologie am Kalabrischen Seminar „Pius XI“ von Reggio Calabria und empfing am 12. Juli 1953 durch Aniello Calcara die Priesterweihe. Sprovieri war Rektor des Diözesanseminars in Cosenza (Seminario Arcivescovile Cosentino; 1962–1971) und Rektor des Päpstlichen Theologischen Seminars „St. Pius X“ in Catanzaro (Pontificio Seminario Teologico Regionale „S. Pio X“ di Catanzaro; 1975–1980).
Papst Paul VI. ernannte ihn am 11. Februar 1978 zum Titularbischof von Themisonium und zum Weihbischof in Catanzaro. Die Bischofsweihe spendete ihm Kurienkardinal Sebastiano Baggio am 9. April desselben Jahres; Mitkonsekratoren waren Armando Fares, Erzbischof von Catanzaro, und Aureliano Sorrentino, Erzbischof von Reggio Calabria. 
Papst Johannes Paul II. ernannte ihn am 31. Juli 1980 zum Erzbischof von Rossano e Cariati und am 25. November 1991 zum Erzbischof von Benevent.
Am 3. Mai 2006 nahm Papst Benedikt XVI. sein aus Altersgründen vorgebrachtes Rücktrittsgesuch an. Er war anschließend in der Diözese Cosenza als Seelsorger tätig, unter anderem als Kaplan des eucharistischen Zentrums „Madonna del Carmine“.
Er war zudem als Journalist und Autor tätig. Er gründete mehrere katholische Zeitschriften und wiederbegründete die 1925 erstmals erschienene katholische Wochenzeitung der Diözese Cosenza Parola di Vita, die er 1956 bis 1966 selbst leitete.
Für sein Wirken wurde er mehrfach geehrt, unter anderem 2013 zum Ehrenbürger von Cosenza.